# Décathlon aux championnats du monde d'athlétisme 2003
Navigation
Edmonton 2001 Helsinki 2005
Le concours du décathlon des championnats du monde d'athlétisme 2003 s'est déroulé les 26 et 27 août 2003 au Stade de France à Saint-Denis, en France. Il est remporté par l'Américain Tom Pappas.
Le Kazakh Dmitriy Karpov bat quatre records personnels sur cinq épreuves. Il remporte la longueur, la hauteur et le 400 m pour mener à mi-parcours avec 4 599 pts devant l'Américain Tom Pappas 4 546 et le Tchèque Roman Šebrle 4 423.
Le lendemain, Karpov termine premier du 110 m haies et accentue son avance sur l'Américain à l'issue du disque. Mais avec ses records personnels faibles à la perche et au javelot, il se fait remonter par Pappas et Šebrle. Sur la dernière épreuve, le 1 500 m, l'Américain parvient à maintenir un retard raisonnable sur le Tchèque. Il court en 4 min 44 s 31, son record personnel, et remporte le titre mondial.

## Médaillés
| Or         | Argent       | Bronze         |
| Tom Pappas | Roman Šebrle | Dmitriy Karpov |

## Résultats
| Rang               | Athlète             | Pays        | Total        | 100 m   | Long.  | Poids   | Haut.  | 400 m   | 110 m h. | Disque  | Perche | Jav.    | 1 500 m       |
| ------------------ | ------------------- | ----------- | ------------ | ------- | ------ | ------- | ------ | ------- | -------- | ------- | ------ | ------- | ------------- |
| Médaille d'or      | Tom Pappas          | États-Unis  | 8 750 pts    | 10 s 80 | 7,62 m | 16,11 m | 2,09 m | 47 s 58 | 13 s 99  | 46,94 m | 5,10 m | 65,90 m | 4 min 44 s 31 |
| Médaille d'argent  | Roman Šebrle        | Tchéquie    | 8 634 pts    | 11 s 00 | 7,64 m | 15,47 m | 2,06 m | 47 s 90 | 14 s 25  | 47,47 m | 4,80 m | 69,79 m | 4 min 34 s 45 |
| Médaille de bronze | Dmitriy Karpov      | Kazakhstan  | 8 374 pts NR | 10 s 72 | 7,75 m | 15,51 m | 2,12 m | 47 s 33 | 13 s 95  | 47,38 m | 4,40 m | 47,53 m | 4 min 37 s 70 |
| 4                  | Tomáš Dvořák        | Tchéquie    | 8 242 pts SB | 11 s 03 | 7,28 m | 15,95 m | 1,94 m | 50 s 04 | 14 s 15  | 45,47 m | 4,50 m | 67,10 m | 4 min 27 s 63 |
| 5                  | Laurent Hernu       | France      | 8 218 pts SB | 11 s 20 | 7,22 m | 13,99 m | 2,03 m | 48 s 95 | 14 s 15  | 46,13 m | 4,90 m | 59,63 m | 4 min 28 s 38 |
| 6                  | Lev Lobodin         | Russie      | 8 198 pts SB | 10 s 99 | 7,08 m | 15,43 m | 1,97 m | 49 s 54 | 14 s 36  | 48,36 m | 5,00 m | 56,50 m | 4 min 34 s 63 |
| 7                  | Qi Haifeng          | Chine       | 8 126 pts NR | 11 s 30 | 7,39 m | 12,85 m | 2,00 m | 48 s 73 | 14 s 40  | 46,72 m | 4,80 m | 59,98 m | 4 min 25 s 40 |
| 8                  | André Niklaus       | Allemagne   | 8 020 pts SB | 11 s 19 | 7,21 m | 13,87 m | 1,97 m | 49 s 95 | 14 s 50  | 42,68 m | 5,10 m | 57,55 m | 4 min 28 s 84 |
| 9                  | Claston Bernard     | Jamaïque    | 8 000 pts SB | 10 s 91 | 7,22 m | 15,39 m | 2,03 m | 49 s 31 | 14 s 76  | 43,47 m | 4,30 m | 59,47 m | 4 min 34 s 49 |
| 10                 | Vitaliy Smirnov     | Ouzbékistan | 7 897 pts PB | 11 s 10 | 6,98 m | 13,89 m | 1,97 m | 48 s 98 | 14 s 98  | 42,70 m | 4,50 m | 62,69 m | 4 min 24 s 68 |
| 11                 | Chiel Warners       | Pays-Bas    | 7 753 pts    | 10 s 95 | 7,55 m | 14,13 m | 1,91 m | 48 s 94 | 14 s 72  | 41,49 m | 4,50 m | 54,87 m | 4 min 51 s 35 |
| 12                 | Paul Terek          | États-Unis  | 7 503 pts    | 10 s 99 | 7,14 m | 15,30 m | 2,03 m | 48 s 75 | DQ       | 45,72 m | 5,30 m | 61,14 m | 4 min 30 s 77 |
| —                  | Aleksandr Pogorelov | Russie      | DNF          | 11 s 16 | 7,22 m | 15,21 m | 2,06 m | 50 s 49 | 14 s 28  | 44,59 m | 4,90 m | DNS     |               |
| —                  | Paolo Casarsa       | Italie      | DNF          | 11 s 46 | 6,69 m | 14,57 m | 1,94 m | 51 s 63 | 14 s 54  | 36,21 m | NH     | DNS     |               |
| —                  | Attila Zsivoczky    | Hongrie     | DNF          | 11 s 32 | 6,76 m | 14,35 m | 2,09 m | 49 s 79 | DNS      |         |        |         |               |
| —                  | Bryan Clay          | États-Unis  | DNF          | 10 s 50 | 7,70 m | 15,05 m | 1,97 m | DNF     | DNS      |         |        |         |               |
| —                  | Kristjan Rahnu      | Estonie     | DNF          | 10 s 85 | 7,18 m | 15,55 m | 1,97 m | DQ      | DNS      |         |        |         |               |
| —                  | Hamdi Dhouibi       | Tunisie     | DNF          | 10 s 83 | 6,96 m | 13,13 m | DNS    |         |          |         |        |         |               |
| —                  | Erki Nool           | Estonie     | DNF          | 11 s 09 | 6,78 m | 14,14 m | DNS    |         |          |         |        |         |               |
| —                  | Jón Arnar Magnússon | Islande     | DNF          | 11 s 11 | 6,15 m | 15,29 m | DNS    |         |          |         |        |         |               |

## Légende
Records et Performances
- AR : Record continental (area record)
- CR : Record des championnats (championship record)
- MR : Record du meeting (meet record)
- NR : Record national (national record)
- OR : Record olympique (olympic record)
- PR : Record paralympique (paralympic record)
- PB : Record personnel (personal best)
- SB : Meilleure performance personnelle de la saison (season's best)
- WL : Meilleure performance mondiale de l'année (world leader)
- WJR : Record du monde junior (world junior record)
- WR : Record du monde (world record)

Circonstances et Conditions
- DNF : N'a pas terminé (did not finish)
- DNS : N'a pas pris le départ (did not start)
- DQ : Disqualification (disqualification)
- NM : Aucun essai valable enregistré (No Mark)
- Q : Qualifié « directement » au prochain tour (ou à la prochaine compétition), lors d'une compétition majeure, grâce au classement ou à la réalisation des minima (automatic qualifier)
- q : Qualifié au prochain tour (ou à la prochaine compétition), lors d'une compétition majeure, grâce au repêchage ou à la réalisation de l'une des meilleures performances parmi celles des « non qualifiés directement » (grâce au meilleur temps ou à la meilleure distance par exemple) (secondary qualifier)